# Теменужка Петкова
Теменужка Петрова Петкова — болгарська політикиня від політичної партії ГЕРБ. Була міністеркою енергетики в Кабінеті Борисова II (2014—2017) і Борисова III (2017—2021).

## Життєпис
Закінчила магістратуру за спеціальністю «Облік і контроль» Університету національного і світового господарства. Пройшла навчання за напрямом «Внутрішній аудит державного сектора» в Міністерствах фінансів Ірландії та Великої Британії та за напрямком «Державна фінансова інспекція» в Міністерстві фінансів Португалії.
З 1992 по 2000 роки обіймала посади фінансового ревізора та фінансового експерта в столичному Управлінні державного фінансового контролю. Потім працювала у ДВФК на посадах державної внутрішньої аудиторки та начальниці відділу. З 2007 року — директорка Департаменту «Організація та здійснення інспекційної діяльності» Держфінінспекції. У період 2010—2013рр є директоркою ADFI.
Обіймає посаду заступниці міністра фінансів у кабінеті «близнюків»(2014 р.). До її портфелю входять управління «Податкова політика» та «Внутрішній контроль» Міністерства фінансів, Національного агентства доходів, Агентства «Митниця», Держфінінспекції та Державної комісії з азартних ігор.
7 листопада 2014р була обрана міністеркою енергетики в кабінеті «Борисов II». За її словами, пріоритетом цього уряду є продовження терміну експлуатації блоків № 5 і 6 Козлодуйської АЕС.